# Nemertea
Nemertea (do grego Nemertes, uma ninfa marinha) também designado Nemertina, Nemertinea, Nemertini, ou ainda Rhynchocoela (do grego rhynchos, focinho + koilos, cavidade), é um filo que contém animais invertebrados vermiformes de corpo não-segmentado.  São animais tipicamente aquáticos, havendo alguns poucos terrestres vivendo em locais úmidos. São tipicamente de vida livre, com algumas espécies parasitárias.  Triblásticos, com parênquima em adultos parcialmente gelatinoso, epiderme ciliada e com células glandulares. São tipicamente bentônicos, vivendo embaixo de rochas ou conchas ou em buracos revestidos por um muco produzido por eles. Algumas espécies ainda vivem como ectossimbiontes em caranguejos, na cavidade do manto de moluscos ou no átrio de tunicados. A sinapomorfia desse grupo é a presença de probóscide eversível, estrutura de defesa utilizada na captura de presas, alojada em uma cavidade chamada de rincocele, semelhante à cavidade celomática de outros indivíduos.

## Bauplan
Esse filo é composto por animais que tem um corpo semelhante ao de vermes, porém mais comprido, alongado e espesso. A maioria dos indivíduos são pálidos, mas existem alguns marinhos com cores vibrantes (amarelo, vermelho, laranja), por isso sendo chamados também de vermes arco-íris (do inglês: "rainbow worms"). Devido ao desenvolvimento do sistema circulatório com certas adaptações, esses animais se tornaram relativamente grandes, robustos e ativos, capazes de atividades alimentares e digestivas mais complexas. Em geral, apresentam um singular aparato, seu probóscide, possuindo órgãos sensoriais cefálicos bem desenvolvidos, o que facilita a localização de presas. Contudo, esses animais possuem um estilo de vida variável de espécie para espécie: os Nemertea podem ser vistos atuando como caçadores, predadores bentônicos vágeis que se movem entre cantos e fendas, caçando outros invertebrados.

### Parede do Corpo
A parede corporal é formada por três camadas: epiderme, tecido conjuntivo e musculatura espessa. A epiderme é ciliada e não apresenta cutícula, apoiada sobre uma lâmina basal subjacente que está ligada ao tecido conjuntivo, esse conectado ao tecido conjuntivo geral do corpo. Abaixo da epiderme encontra-se a derme, que varia em espessura e composição. Abaixo do tecido conjuntivo, encontra-se a musculatura lisa, circular e longitudinal. No entanto, o arranjo das camadas podem variar até certo grau ao longo do comprimento do corpo. Na parte interna das camadas musculares existe um denso e sólido mesênquima, — havendo alguns que apresentam músculos dorsoventrais e radiais com camadas musculares tão grossas que quase eliminam sua massa interna. 
Sustentação e Locomoção
Esses animais deslizam sobre o substrato num movimento ciliar, secretando um muco pelas glândulas cefálicas que auxilia no deslizamento. Espécies escavadoras, como o Cerebratulus, não utilizam cílios para sua locomoção e sim o peristaltismo muscular, podendo ser capazes realizar um nado rudimentar para fugir de um predador. Além disso, apresentam um suporte que é fornecido pelos músculos e outros tecidos do corpo e pelas qualidades hidrostáticas do mesênquima. Sendo que outras espécies deslizam ou nadam lentamente, alguns usam a sua probóscide para respostas de escape rápido.

### Reprodução
A reprodução é assexuada por fragmentação e regeneram-se facilmente, os fragmentos são geralmente pequenos pedaços que formam cistos mucosos dentro dos quais o novo verme se regenera, então os pedaços maiores desenvolve- se dando origem a novos animais sem a proteção de um cisto. Porém também pode se reproduzir de forma sexuada, e hermafroditas simultâneos, embora a maioria dos nemertinos são dióicos, o sistema reprodutivo, possuindo espécies de sexos separados (com gônadas simples), que são arranjados em séries ao longo de cada lado do intestino. Então as gônadas começam a alarga-se e se tornam ocas exatamente antes do início das atividades reprodutiva. Com as células especializadas nas paredes dos ovários e testículos fazem proliferar ovos e espermatozóides para dentro do lumens dos sacos gonadais. Nas fêmeas, as células especiais adicionais são responsáveis pela produção de vitelo. A fertilização pode ser externa ou interna, com algumas espécies ovovivíparas. Em algumas apresentam larva pilídio.  

### Sistema Nervoso e Órgãos Sensoriais
Apresenta um sistema nervoso mais elaborado que de seus predecessores, com quatro gânglios nervosos que rodeam a rincocele anterior, podendo ainda haver um cordão dorsal. Em condições ambientais anatóxicas, utilizam o oxigênio armazenado na hemoglobina presente na região cefálica para suprir o seu sistema nervoso. Possuem órgão cerebrais, sendo esses um par de canais ciliados associados ao cérebro, que parecem ativar os cílios na presença de alimento, além de possuir uma função associada à osmorregulação. Apresentam ainda como estrutura sensorial, fendas sensoriais laterais e buracos presentes ao longa da epiderme, bem como ocelos em algumas espécies. 
Aparato da Probóscide
A probóscide é uma apomorfia de Nemertinos. No qual apresenta um complexo arranjo de tubos, músculos e sistemas hidráulicos. Sua própria probóscide possui um tubo alongado e eversível, sendo que a eversão é realizada pela contração dos músculos ao redor da rincocele, fazendo com que isto aumente a pressão hidrostática dentro da rincocele pressionando a probóscide e causando sua eversão. Evertida a probóscide se move com os músculos em sua parede. Então a probóscide retraí novamente para dentro do corpo pelo relaxamento coincidente dos músculos ao redor da rincocele e a contração do músculo retrator da probóscide. Com a probóscide retraída podendo quase estender até a extremidade posterior do animal, sendo que geralmente apenas uma parte desta é estendida durante a eversão.       

### Nutrição e Sistema Digestivo
Sendo animais heterotróficos carnívoros, alimentam-se de pequenos invertebrados, utilizando a probóscide para capturá-los. Tal estrutura enrola-se ao redor da presa, sendo lançadas secreções neurotóxicas pegajosas que auxiliam na apreensão e morte da presa. Os representantes da classe Enopla apresentam ainda estiletes na ponta, que servem como arpões que furam a superfície do corpo da presa, auxiliando também na entrada das neurotoxinas no interior do corpo delas. A força para o lançamento da probóscide vem de uma pressão muscular no fluido rincocélico e a retração é causada pelo músculo retrator. A digestão é inicialmente extracelular, sendo concluída dentro de células fagocitárias(mesênquima). Apresentam sistema digestório completo.

### Transporte Interno e Excreção
A rincocele apresenta uma dupla função nesses seres: além de funcionar como mecanismo de ejeção da probóscide, também funciona como um sistema circulatório, em associação a um sistema sanguíneo, formado por dois vasos laterais, reunidos anterior e posteriormente. Esses vasos, apesar de contráteis, contam com o auxílio da musculatura da parede corporal para impulsionar o sangue para a diversas regiões do corpo, sem sentir um fluxo definido. A cavidade rincocélica comunica-se com a sanguínea através de tampões vasculares. A excreção se dá através de células especializadas chamadas células-flama.

## Diversidade e Taxonomia
Foram descritas cerca de 1149 espécies no mundo e 43 espécies no Brasil.O filo é subdividido em duas classes:
- Classe Anopla: Possui probóscide sem estiletes e sua boca abre-se embaixo do encéfalo ou posteriormente a ele. Exemplos: Cerebratulus, Tubulanus, Lineus. Tal classe é controversa, já que alguns autores consideram tal grupo como sendo parafilético.[10]

- - Ordem Palaeonemertea. [10]
  - Ordem Heteronemertea.  [10]
- Classe Enopla: Possui probóscide armada com estiletes(exceto a ordem Bdellonemertea).  A boca abre-se em frente ao encéfalo. Exemplos: Amphiporus, Prostoma. [11]

- - Ordem Hoplonemertea. [11]
    - Subordem Monostilifera.  [11]
    - Subordem Polystilifera. [11]

  - Ordem Bdellonemertea. [11]

## História Fóssil
Fósseis de Nemertinos são extremamente raros e com classificação incerta.